# Босния и Герцеговина на летних Олимпийских играх 1992
Босния и Герцеговина принимала участие в Летних Олимпийских играх 1992 года в Барселоне (Испания) в первый раз за свою историю, но не завоевала ни одной медали. Сборная страны состояла из 10 спортсменов (6 мужчин, 4 женщины), которые приняли участие в соревнованиях по лёгкой атлетике, гребле на байдарках и каноэ, дзюдо, стрельбе, плаванию и тяжёлой атлетике.